# MK Ultra
Pistes de The Resistance
Unnatural Selection
(6) I Belong to You (+Mon cœur s'ouvre à ta voix)
(8)
MK Ultra est le 7e morceau de l’album The Resistance du trio britannique Muse, sorti en 2009. Cette chanson fait référence à la manipulation et au contrôle mental. Son titre vient d’une opération de la CIA (le Projet MK-Ultra) qui portait entre autres sur le contrôle des personnes au moyen de substances psychotropes telles que le LSD.

## Projet associé
MTV EXIT et le groupe Muse ont annoncé en 2010 la sortie d'un clip vidéo montrant les dangers et l'impact du trafic humain, et où MK Ultra est utilisée comme bande son. Cette vidéo a été dévoilée dans les prévisualisations spéciales pendant les concerts au Wembley Stadium les 10 et 11 septembre, et une vidéo promotionnelle a été mise en ligne peu avant sa diffusion sur vimeo.com.

### La vidéo
La vidéo complète est visible par le grand public depuis le vendredi 17 septembre 2010 via internet et les chaines MTV. Elle est aussi visible sur le site de MTV EXIT.
Cette vidéo a été diffusée devant 500 millions de foyers à travers 168 pays.
Muse s'est associé avec MTV pour le projet MTV Exit, qui vise à sensibiliser la population occidentale sur le trafic humain et la manipulation mentale.
Le clip met en scène des travailleurs forcés asiatiques dans des usines, des femmes et enfants qui travaillent, maltraités, exploités, humiliés et manipulés, ainsi que des « femmes-objets » réduites à un numéro dans un réseau de prostitution. En parallèle, le clip montre la vie que mènent de riches japonais dans les grandes villes en profitant des personnes exploitées.